# Arrondissement de Keur Moussa
Das Arrondissement de Keur Moussa ist eines von den fünf Arrondissements, in die das Département Thiès als Teil der Region Thiès gegliedert ist. Das Arrondissement umfasst vier Gemeinden (Communes). Die Präfektur des Arrondissements liegt in Keur Moussa.

## Geografie
Das Arrondissement liegt an der Ostgrenze zur Metropolregion Dakar, umfasst den Nordwesten und das Zentrum des Départements mit Ausnahme der Stadt Pout und der Arrondissements Thiès Nord und Thiès Sud und hat eine Fläche von 535,293 km².

## Bevölkerung
Die letzte Volkszählung ergab für das Arrondissement folgende Einwohnerzahlen:
| Commune        | Fläche km² | Einwohner 2023 |
| Keur Moussa    | 221,100    | 61.707         |
| Diender        | 116,100    | 44.358         |
| Fandène        | 194,600    | 47.139         |
| Kayar          | 3,493      | 33.273         |
| Arrondissement | 535,293    | 186.477        |